# Автомобилна промишленост в Сърбия
Автомобилната индустрия на Сърбия е един от най-важните сектори на промишленост в страната, който е 15 % от цялата промишлена продукция на Сърбия и 18 % от целия износ към края на 2013 година.

## История
Сръбската автомобилната индустрия съществува вече в продължение на над 70 години, нейното начало се поставя по времето на Югославия, когато в град Крагуевац през 1939 година е създадена индустриална компания „Застава“, която изготвя различни модели леки автомобили по лиценз на Fiat.
„Застава“ произвежда продуктите в съответствие с високите производствени стандарти, което позволява да се конкурират с други западни производители на автомобили като Mercedes-Benz, Ford, PSA Peugeot Citroën, Renault и Opel.
Днес автомобилната индустрия е една от най-развитите производствени отрасли в Сърбия, което представлява почти 10 % от общия обем на преките чуждестранни инвестиции в Сърбия от 2000 година. 27 международни инвеститори са инвестирали почти 1,5 милиарда евро в този сектор, като по този начин са създадени повече от 19 000 работни места. Сръбски автомобилната индустрия предоставя качествени продукти за почти всички основни европейски и също така някои азиатски производители на автомобили.
Основните продукти на сръбското автомобилната индустрия, са резервни части за ходови части, автомобили, особено гуми и части за окачване. Другите важни продукти са елементи на проводници и автомобилни батерии. Също се произвеждат различни детайли, двигатели, заедно с ковано желязо детайли като разпределителни валове, спирачни дискове, клапани и маховиков.

## Производители

### Fiat Automobili Srbija
През 2008 г. FIAT придобива контролния пакет от акции на Zastava Automobili и инвестира над $1 млрд. в автомобилния завод в периода от 2008 до 2012 година, който произвежда по 200 000 автомобила годишно. В резултат на това име „Zastava“ вече не се използва в името на продукта.
Освен основния завод, който сега пуска модели на FIAT, в Zastava group също са Zastava specijalni automobili и Zastava Kamioni.

### BIK
БИК (Bus industries Kragujevac), в сътрудничество с беларуския производител на товарни автомобили и автобуси МАЗ, започна производство на модели на автобуси BIK-203 в края на 2000-те години. Тези автобуси са закупени от властите на няколко сръбски градове и сега се използват като обществен транспорт.

### FAP
През 1952 г. е основана Fabrika automobila Priboj (FAP). Година по-късно започва издаването на камиони въз основа на лиценз от автомобилната компания Saurer. През 1970 г. FAP подписа договор за производствено, техническо и финансово сътрудничество с Daimler-Benz. През 1978 FAP се поставя началото на сътрудничество с Военно-технически институт в Белград и стартира разработването и производството на военна техника. FAP произвежда военни машини, камиони, трактори и автобуси.

### Ikarbus
Икарбус също е един от сръбските производители на автобуси. Компанията е основана през 1923 г. и отночоло участва в производството на самолети. След Втората световна война компанията е национализирана и заедно с два други сръбски производители на самолети, Рогожарски и Змај, са обединени в Ikarus. Въпреки това, през 1950-те години, повечето работници и основната част от оборудването на авиационен завод са преместени в СОКО, и оттогава Ikarus напълно да се концентрира върху производството на автобуси, първоначално по лиценз от Saurer и MAN, а по-късно по собствени проекти. През 1992 г. предприятието е приватизировано, но поради спор с унгарски производител на автобуси Ikarus, то сменя името си на Ikarbus.

### Neobus
Neobus е още един завода за производство на автобуси. Основан в Нови сад през 1952 г. под името Autokaroserija. Тясно сътрудничи със словенския Tovarna vozil Maribor. През 1992 г., след придобиването на независимостта на Словения, сътрудничество свърши. Autokaroserija става независим производител на автобуси и променя името си на Neobus. През 2012 г. Neobus обявява фалит.

### IMT
IMT се занимава с производство на трактори и друга селскостопанска техника от 1950 г. насам.